# Woodsia nikkoensis
Woodsia nikkoensis là một loài dương xỉ trong họ Woodsiaceae. Loài này được H.Ogura & Nakaike mô tả khoa học đầu tiên năm 2002.
Danh pháp khoa học của loài này chưa được làm sáng tỏ. 